# Inveresk Lodge

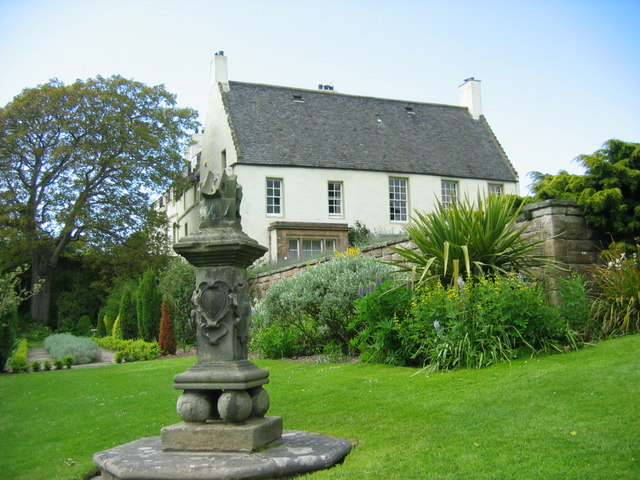
Inveresk Lodge

Die Inveresk Lodge ist eine Villa in der schottischen Ortschaft Inveresk in der Council Area East Lothian. 1971 wurde das Gebäude in die schottischen Denkmallisten in der höchsten Kategorie A aufgenommen. Des Weiteren sind die zugehörigen Gärten im schottischen Register Gärten und Parkanlagen verzeichnet.

## Geschichte
Die Villa wurde zwischen 1683 und 1700 erbaut. Es existieren Indizien, dass Fragmente der Villa bereits aus dem früheren 17. oder gar 16. Jahrhundert stammen. Diese Schätzung basiert auf der architektonischen Ausgestaltung und konnte bisher nicht erhärtet werden. Die Inveresk Lodge zählt zu den ältesten erhaltenen Gebäuden in Inveresk. Die Villa sah zahlreiche Eigentümerwechsel, bevor sie der Clan Wedderburn von Blackness Castle um die Wende zum 19. Jahrhundert erwarb und das Gebäude rund 110 Jahre hielt. In diesem Zeitraum wurde der Ausbau der Gärten vorangetrieben. Die Inveresk Lodge ging dann an den Clan Elphinstone und schließlich an die Familie Brunton über. Auf Grund einer Erkrankung konnte Helen Brunton Haus und Garten nicht mehr adäquat betreuen und schenkte das Anwesen 1959 dem National Trust for Scotland. Dieser pflegte die Gärten und machte sie drei Jahre später der Öffentlichkeit zugänglich. Im Jahr 2024 betrug die Besucherzahl etwa 2.000 Personen.

## Beschreibung
Die Inveresk Lodge liegt an der Inveresk Village Road im Ortszentrum unweit des Ostufers des Esk. Nordwestlich schließen die denkmalgeschützten Villen Halkerston Lodge und The Manor House an. Das zweistöckige Gebäude weist einen L-förmigen Grundriss auf. Die Fassaden sind mit Harl verputzt, wobei Details mit Sandstein abgesetzt sind. Im Gebäudeinnenwinkel tritt ein Treppenturm hervor, an dessen Fuß das zweiflüglige Eingangsportal eingesetzt ist. Auf seinem Sturz ist das Baujahr 1683 verzeichnet. Es gibt Indizien, dass rechts einst ein weiterer Treppenturm auskragte. Mehrere Schleppdachgauben gehen von den mit grauem Schiefer eingedeckten Dächern ab. Die Giebelflächen sind als Stufengiebel gearbeitet. An der gartenzugewandten Südostseite tritt eine Auslucht mit Drillingsfenster hervor. Die Nordostflanke bilden die ehemaligen Stallungen. Sie wurden zwischenzeitlich zu Wohnraum umgestaltet.